# Pan Mniam Mniam
Pan Mniam Mniam (ang. Mr Miacca) to baśń angielska autorstwa Josepha Jacobsa. Wydana w roku 1890, w Polsce pojawiła się w książce Baśnie Angielskie w roku 1984, będącej wyborem z dwóch tomów twórczości Jacobsa.
Baśń opowiada o konfrontacji Tomka Grymaśnickiego z tytułowym Panem Mniam Mniamem.

## Opis fabuły
Tomek to chłopiec czasami grzeczny, a czasami niegrzeczny. Gdy jest niegrzeczny, jest straszony przez swoją matkę Panem Mniam Mniamem, który to ma porwać go, gdy tylko odejdzie gdzieś dalej niż poza swoją ulicę. Tomek jednak za nic ma przestrogi swojej matki, co rzeczywiście skutkuje porwaniem. Pan Mniam Mniam zamierza zjeść Tomka na kolację, jednak wskutek szczęśliwego dla chłopca roztargnienia oraz łatwowierności pilnującej go przez chwilę żony Pana Mniam Mniama, Sally, udaje mu się uciec. W międzyczasie dowiaduje się też, że Pan Mniam Mniam bardzo często zjada na kolację małych chłopców, o ile okazują się być niegrzeczni i przechodzić w pobliżu. Przez kilka najbliższych dni Tomek stara się być tak grzeczny, jak tylko potrafi - jednak po ich upływie znowu staje się nieposłuszny i znowu wpada w zasadzkę Pana Mniam Mniama. Tym razem jest zmuszony do wczołgania się pod kanapę i czekania na zagotowanie się wody potrzebnej do ugotowania go. W pewnym momencie, Pan Mniam Mniam prosi go o wystawienie nogi, w celu odrąbania jej i zjedzenia, by uniemożliwić Tomkowi ucieczkę. Tomek okazuje się jednak być sprytniejszy - podsuwa Panu Mniam Mniamowi nogę stołową. W czasie, gdy zostaje ona wrzucona do garnka, a Pan Mniam Mniam idzie szukać swojej żony, Tomek zdobywa się na akt ucieczki. Po powrocie do domu już nigdy nie wyszedł poza narożnik swojej ulicy - aż dorósł i mógł spacerować samemu.